# Ptaiochen pau
Ptaiochen pau — вимерлий вид нелітаючих качок, що існував в доісторичний період на Гаваях. Вимер після заселення островів людьми.

## Історія досліджень
Вид описаний у 1991 році із субфосильних решток, що виявлені у 1982 році в печері Аувагі на південних схилах гори Галеакала на острові Мауї. Субкопалинні рештки були знайдені лише на висоті понад 1100 м над рівнем моря на Галеакалі, від печери Аувагі на висоті 1145 м до верхньої частини долини Кіпагулу на висоті 1860 м, і замінені на нижчих рівнях більшим Thambetochen chauliodous.
Родова назва Ptaiochen пов'язує грецьке «ptaio» («спіткнутися») з «chen» («гусак»), натякаючи на уявну схильність виду падати в нори (таким чином стаючи частиною скам'янілостей). Видовий епітет походить від гавайського «pau» («знищений»), що стосується його вимирання.

## Опис
Вид був схожий на качок з роду Thambetochen, оскільки мав кісткові зубоподібні виступи на щелепах. Однак він відрізнявся в інших аспектах морфології черепа, наприклад, пропорційно коротшим і глибшим дзьобом (хоча не настільки глибоким, як у Chelychelynechen з Кауаї), округлішим черепом і відсутністю сольових залоз.